# Люблінський трикутник
Лю́блінський трику́тник (лит. Liublino trikampis, пол. Trójkąt Lubelski) — тристоронній регіональний альянс для політичного, економічного, культурного й соціального співробітництва між Литвою, Польщею та Україною, метою якого зокрема є зміцнення діалогу між країнами, підтримка інтеграції України в Європейський Союз та НАТО і спільна протидія російській агресії в Україні.
Країни Люблінського трикутника заявили про свою підтримку відновлення територіальної цілісності України в межах міжнародно визнаних кордонів і закликають припинити російську агресію проти неї. Люблінський трикутник підтримує надання Україні статусу партнера з розширеними можливостями НАТО та заявляє, що надання Україні Плану дій щодо членства в НАТО є наступним необхідним кроком у цьому напрямку.
Тристоронній формат заснований на традиціях та історичних зв'язках трьох країн. Відповідну спільну декларацію міністри підписали 28 липня 2020 року в Любліні, Польща. Люблін обрали спеціально як натяк на середньовічну Люблінську унію, що створила Річ Посполиту — одну з найбільших держав Європи свого часу.[джерело?]
Ідея про створення такої організації належить Адаму Чарторийському, яку озвучив В'ячеслав Чорновіл.

## Історія
Спільну декларацію міністрів закордонних справ Литви, Польщі та України Лінаса Лінкявічуса, Яцека Чапутовича й Дмитра Кулеби про створення формату було підписано 28 липня 2020 року в Любліні, Польща.
На другу зустріч, яка повинна відбутися в Києві, Міністр закордонних справ України Дмитро Кулеба як почесного гостя 1 серпня 2020 року запросив главу МЗС Білорусі Володимира Макея. Під час Економічного форуму у польському Карпачі 10 вересня 2020 року директор Східного департаменту МЗС Польщі Ян Хофмокл заявив, що Люблінський трикутник мав бути насправді квадратом із Білоруссю. За його словами, на початковому етапі Мінськ був зацікавлений цим політичним проєктом, однак згодом змінив думку.
17 вересня 2020 року відбулася перша зустріч (у форматі відеоконференції) національних координаторів Люблінського трикутника, створеного міністрами закордонних справ України, Польщі і Литви у липні 2020 року. Координаторами цього тристороннього механізму співробітництва визначені заступники глав зовнішньополітичних відомств Василь Боднар (Україна), Марцін Пшидач (Польща) і Далюс Чекуоліс (Литва). Сторони обговорили підготовку наступної зустрічі глав МЗС Люблінського трикутника, яка за ініціативою міністра Дмитра Кулеби має відбутися в Києві. Одним із основних завдань Люблінського трикутника має стати координація дій України, Польщі і Литви з ефективної протидії викликам і загрозам спільній безпеці, серед яких у пріоритеті — протидія гібридним загрозам з боку Росії.
29 січня 2021 року під час першого онлайн засідання Люблінського трикутника, міністр закордонних справ України Дмитро Кулеба заявив на брифінгу, що Україна, Литва та Польща виступають за приєднання Білорусі до «Люблінського трикутника», однак час для цього ще не настав.
|  | «Безумовно, без Білорусі «Люблінський трикутник» трохи є неповним. Ми б хотіли, щоб, зрештою, і демократична Білорусь приєдналася і перетворила «Люблінський трикутник» на «Люблінський квадрат». Але час для цього ще не настав. Водночас ми всі розуміємо, що ситуація в Білорусі має вплив не лише на двосторонні відносини цієї країни з сусідами, але й на ситуацію в регіоні загалом», — сказав Кулеба, підсумовуючи перше засідання «Люблінського трикутника». |

28 лютого 2021 року, стало відомо, що наприкінці січня 2021 року Світлана Тихановська вперше вийшла на контакт із главою МЗС України Дмитром Кулебою, де він запросив білоруську сторону на зустріч Люблінського трикутника, та очікує на запрошення на зустріч офлайн із паном Кулебою і з Верховною Радою. Світлана зазначила, що хотілося, аби «Люблінський трикутник» став «Люблінською четвіркою».
5 жовтня 2021 року у форматі круглого столу в рамках Варшавського безпекового форуму відбулась зустріч міністрів закордонних справ Люблінського трикутника, зокрема, Дмитро Кулеба наголосив, що Люблінський трикутник є яскравим прикладом нового тренду міжнародної політики зі створення регіональних альянсів:
|  | Міжнародний порядок денний протягом десятиріч формували великі міжнародні організації та альянси. ОБСЄ, Рада Європи, НАТО, ЄС та ООН структурували світовий лад. Сьогодні, насамперед внаслідок агресивних дій Росії, великим альянсам все складніше підтримувати міжнародний мир і безпеку. Тому великого значення набувають гнучкі регіональні формати, такі як Люблінський трикутник. Цей важливий регіональний формат взаємодії вже сьогодні розкриває потенціал наших трьох країн, зближує нас і зміцнює безпеку України, Польщі та Литви на тлі зростаючих викликів у регіоні. Веймарський трикутник свого часу допоміг Польщі повернутися до європейської політики. Сьогодні Люблінський трикутник повертає Україну до простору Центральної Європи, до якого вона завжди історично належала. |

Дмитро Кулеба підкреслив, що Люблінський трикутник закріплений у нещодавно затвердженій Стратегії зовнішньополітичної діяльности України як один із важливих нових міжнародних форматів взаємодії України. Разом з Асоційованим тріо, Квадригою та Кримською платформою ці нові формати відображають нову проактивну зовнішню політику України та спрямовані на створення поясу безпеки та процвітання для України та регіону між Балтійським і Чорним морями.
2 грудня 2021 року президенти Люблінського трикутника провели перші спільні переговори й ухвалили заяву, де закликали міжнародне співтовариство посилити санкції проти Російської Федерації через її триваючу агресію проти України. Глави держав також зажадали від Кремля відвести російські війська від українських кордонів і з тимчасово окупованих територій. У заяві президенти підтвердили прихильність зміцненню енергетичної безпеки Європи і висловили стурбованість проєктом «Північний потік — 2». Лідери домовилися про спільні дії в протистоянні спробам Росії монополізувати європейський газовий ринок і використовувати енергетику в якості геополітичної зброї. Президенти також заявили про взаємну підтримку на тлі міграційної кризи на кордонах ЄС, штучно створеному режимом Лукашенка.
Напередодні широкомасштабного російського вторгнення в Україну, 23 лютого 2022 року, відбулася зустріч очільників держав «Люблінського трикутника» в Києві, де вони підписали спільну декларацію. У ній засуджується рішення Російської Федерації про визнання тимчасово окупованих територій Донецької та Луганської областей «незалежними», а також підтримується надання Україні статусу кандидата на членство в ЄС.
26 листопада 2022 року прем'єр-міністри Люблінського трикутника підписали спільну заяву за результатами зустрічі у рамках «Люблінського трикутника» в Києві, у якій закликали міжнародну спільноту визнати спільною метою звільнення всієї тимчасово окупованої території України. У документі також ідеться про активізацію процесу переговорів щодо вступу України в НАТО.
11 січня 2023 року президенти держав Люблінського трикутника провели другий саміт у Львові та підписали спільну декларацію. Президент Польщі Анджей Дуда оголосив, що Україна отримає роту танків Leopard у рамках створення міжнародної коаліції.

## Саміти
|   | Дата                   | Місце проведення                                                       | Учасники | Примітки                                  |
| - | ---------------------- | ---------------------------------------------------------------------- | --- | ----------------------------------------- |
| 1 | 20 грудня 2021 року    | Гута, Івано-Франківська обл. Україна (Державна резиденція "Синьогора") | Президент України Володимир Зеленський; Президент Польщі Анджей Дуда; Президент Литви Ґітанас Науседа.                 |                                           |
| - | 26 листопада 2022 року | Київ, Україна                                                          | Прем'єр-міністр України Денис Шмигаль Прем'єр-міністр Польщі Матеуш Маравецький Прем'єр-міністр Литви Інгріда Шимоніте | Робоча зустріч на рівні Прем'єр-міністрів |
| 2 | 11 січня 2023 року     | Львів, Львівська обл. Україна (Палац "Потоцьких")                      | Президент України Володимир Зеленський; Президент Польщі Анджей Дуда; Президент Литви Ґітанас Науседа.                 |                                           |
|   |                        |                                                                        | |                                           |

## Механізми співпраці

Регіональний альянс Люблінський трикутник

Згідно зі спільною декларацією Литви, Польщі та України міністри закордонних справ сторін повинні проводити регулярні зустрічі, зокрема на полях багатосторонніх заходів, і за участю обраних партнерів. Вони також будуть організовувати консультації на рівні керівництва міністерств закордонних справ своїх країн і створюють у цих міністерствах посади представників з питань співробітництва в рамках Люблінського трикутника.
Під час першої зустрічі у форматі відеоконференції 17 вересня 2020 року національні координатори визначили основні напрями діяльности Люблінського трикутника та погодилися забезпечувати сталу взаємодію формату на різних робочих рівнях. У ході зустрічі узгодили основні принципи діяльности Люблінського трикутника та окреслили плани взаємодії на найближчу перспективу. Одним із основних завдань має стати координація дій трьох держав з ефективної протидії актуальним викликам і загрозам їхній спільній безпеці. Серед пріоритетних тем у співпраці — спільна протидія гібридним загрозам з боку Росії, зокрема у боротьбі з дезінформацією. Окремо зазначили важливість збереження тісної співпраці у рамках міжнародних організацій.
|  | «Нас об’єднують не лише спільні цінності та інтереси, але і спільна відповідальність за майбутнє наших країн і регіону, у якому ми живемо і який протягом останніх років перебуває в центрі подій глобальної політики», — зазначив Василь Боднар. |

Заступники міністрів домовилися також розпочати тристоронні тематичні консультації на рівні директорів департаментів МЗС трьох країн. Важливу увагу консультацій координатори приділили ситуації в Білорусі та деяких інших країнах регіону. Василь Боднар висловив вдячність партнерам за незмінну підтримку територіальної цілісності і суверенітету нашої держави та підтримку у протидії російській агресії. Він також поінформував своїх колег про основні цілі Кримської платформи та запросив Польщу і Литву до активної співпраці в рамках платформи, метою якої є деокупація Криму.
12 жовтня 2020 року прем'єр-міністр України Денис Шмигаль відзначив важливість новоствореного «Люблінського трикутника» й запропонував президенту Польщі Анджею Дуді розширити його формат, а саме обговорити можливість зустрічі голів урядів країн у форматі «Люблінського трикутника» під час його візиту до України.
27 лютого 2021 року, міністр закордонних справ Литви Ґабріелюс Ландсберґіс українській Радіо Свободі заявив, що ініціатива «Люблінський трикутник», яка об'єднує Україну, Литву і Польщу, наближає євроінтеграцію України:
|  | «Думаю, що цей формат дуже корисний. І я впевнений, що цей формат можна розширити, говорити не лише про політику. Ми могли б обговорювати також спільну історію, геополітику, економіку та багато інших речей. Така комунікація дозволяє певною мірою структурувати нашу співпрацю… Це, безперечно, дуже корисно і наближає євроінтеграцію України», — сказав він. |

Він також вважає, що ініціатива «Кримська платформа» є «надзвичайно корисною не лише для пошуку конкретних рішень, але й для того, аби нагадувати про проблему окупації Криму».
2 грудня 2021 року заступник міністра закордонних України Микола Точицький заявив, що хоч Україна і Польща демонструють високий рівень стратегічного партнерства, Київ і Варшава планують надалі активно розвивати Люблінський трикутник. За словами Точицького, під час політичних консультацій у Варшаві сторони обговорили широке коло питань, зокрема і складну історію.

## Ініціативи

Емблема ЛитПолУкрбриг

### Міжпарламентська асамблея
Міжпарламентська асамблея Верховної Ради України, Сейму й Сенату Республіки Польща та Сейму Литовської Республіки створена для налагодження діалогу між трьома країнами в парламентському вимірі 2005 року. Установче засідання Асамблеї відбулося 16 червня 2008 року в Києві, в Україні. У рамках Асамблеї діють комітети з питань європейської та євроатлантичної інтеграції України, гуманітарного та культурного співробітництва.

### Спільна бригада
Литовсько-польсько-українська бригада — це багатонаціональний підрозділ із можливостями загальної військової бригади, призначений для ведення незалежних військових операцій відповідно до міжнародного права або участи в таких діях. До його складу входять спеціальні військові частини трьох країн, вибрані з 21-ї Підгальської стрілецької бригади (Польща), 80-ї десантно-штурмової бригади (Україна) та батальйону Великої княгині Біруте Улан (Литва).
Литовсько-польсько-українська бригада створена в рамках тристороннього співробітництва в сфері оборони 2014 року, яка забезпечує національний внесок у багатонаціональні військові формування високого ступеня готовности (Резервні угоди ООН, Бойові тактичні групи ЄУ, Сили реагування НАТО), а також міжнародні операції з підтримання миру і безпеки під егідою ООН, ЄУ, НАТО та інших міжнародних організацій у сфері безпеки на основі мандату Ради Безпеки ООН та у випадку схвалення парламентами країн-учасниць.
З 2016 року ЛитПолУкрбриг є важливим елементом дій НАТО, спрямованих на впровадження стандартів НАТО в Збройних Силах України. Основна діяльність бригади включає навчання українських офіцерів та військових частин цим стандартам, планування та проведення оперативних завдань та підтримку оперативної готовности.

### Молодіжний Люблінський трикутник
Молодіжний Люблінський трикутник (Youth Lublin Triangle, YLT) — інституціоналізована платформа для співпраці між молоддю Литви, Польщі та України. Ініційований молодіжною організацією «Платформа публічної дипломатії», Молодіжний Люблінський трикутник отримав підтримку від міністрів закордонних справ Литви, Польщі та України.

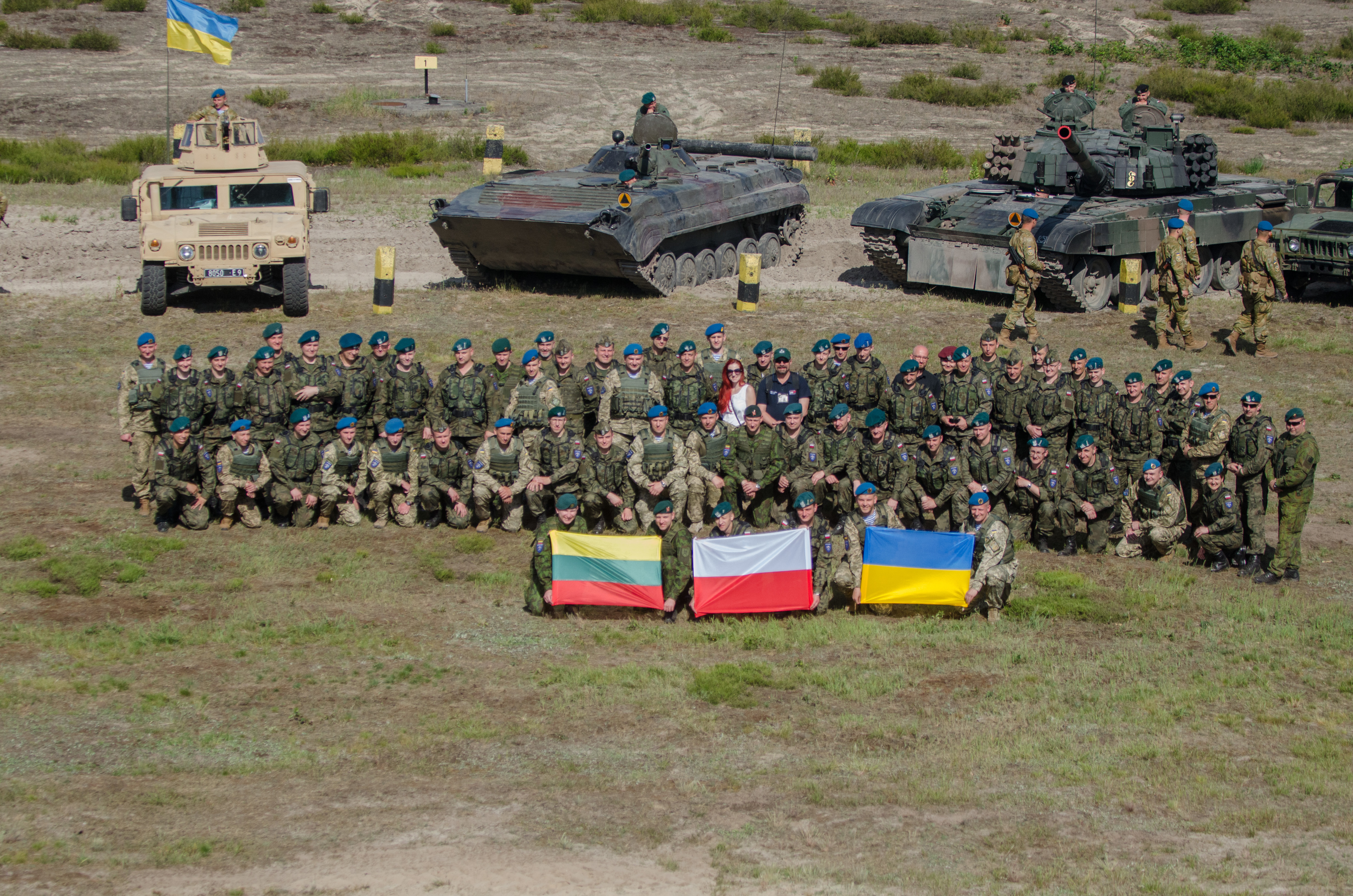
Бійці литовсько-польсько-української бригади на церемонії відкриття навчань «Анаконда-2016» на полігоні Нова Деба у Польщі, червень 2016 р.

Поштовхом до реалізації ініціативи стало дослідження потенціалу молодіжної співпраці під егідою Люблінського трикутника, проведене «Платформою публічної дипломатії» та проспонсороване Фондом Конрада Аденауера.
Першим кроком до реалізації ініціативи став онлайн-форум, проведений 9—10 квітня 2021 року. Форум відвідали представники молодіжних рад Литви, Польщі, України та Білорусі, а також високопоставлені урядовці з Литви та України.
Молодіжний Люблінський трикутник створений для забезпечення синергії та підготовки молоді країн-учасниць до співжиття в успішному та безпечному європейському просторі. Сфери співробітництва охоплюватимуть, зокрема, історичний і культурний діалог, професійний й академічний розвиток.

## Порівняння країн
| Назва                        | Литва                                                                                                  | Польща                                                                                                 | Україна |
| Офіційна назва               | Литовська Республіка (Lietuvos Respublika)                                                             | Республіка Польща (Rzeczpospolita Polska)                                                              | Україна |
| ---------------------------- | --- | --- | --- |
| Герб                         | | | |
| Прапор                       | Литва                                                                                                  | Польща                                                                                                 | Україна |
| Населення                    | ▲ 2 794 329                                                                                            | ▼ 38 383 000                                                                                           | ▼ 41,660,982 |
| Площа                        | 65 300 км² (25 200 миль²)                                                                              | 312 696 км² (120 733 милі²)                                                                            | 603 700 км² (375 121 милі²) |
| Густота населення            | 43 особи/км²                                                                                           | 123 особи/км²                                                                                          | 73 особи/км² |
| Устрій                       | Унітарна змішана конституційна республіка                                                              | Унітарна змішана конституційна республіка                                                              | Унітарна змішана конституційна республіка |
| Столиці                      | Вільнюс – 580 020 (810 290 Метрополійна територія)                                                     | Варшава – 1 783 321 (3 100 844 Метрополійна територія)                                                 | Київ – 2 950 800 (3 375 000 Метрополійна територія) |
| Найбільше місто              | Вільнюс – 580 020 (810 290 Метрополійна територія)                                                     | Варшава – 1 783 321 (3 100 844 Метрополійна територія)                                                 | Київ – 2 950 800 (3 375 000 Метрополійна територія) |
| Офіційні мови                | Литовська (де-факто і де-юре)                                                                          | Польська (де-факто і де-юре)                                                                           | Українська (де-факто і де-юре) |
| Поточний глава уряду         | Прем'єр-міністр Інґріда Шимоніте (2020—дотепер)                                                        | Прем'єр-міністр Дональд Туск (2023 — дотепер)                                                          | Прем'єр-міністр Денис Шмигаль (2020 — дотепер) |
| Нинішній глава держави       | Президент Ґітанас Науседа (2019 — дотепер)                                                             | Президент Анджей Дуда (2015 — дотепер)                                                                 | Президент Володимир Зеленський (2019 — дотепер) |
| Основні релігії              | 77,2 % католики, 4,1 % православні, 0,8 % старообрядник, 0,6 % лютерани, 0,2 % реформатори, 0,9 % інші | 87,58 % римо-католики, 7,10 % складно сказати, 1,28 % Інші віри, 2,41 % Нерелігійні, 1,63 % не вказано | 67,3 % православні, 9,4 % греко-католики, 0,8 % римо-католики, 7,7 % невизначені християни, 2,2 % протестанти, 0,4 % юдеї, 0,1 % буддисти, 11,0 % не належать до конфесій |
| Етнічні групи                | 84,2 % литовці, 7,1 % поляки, 5,8 % росіяни, 1,2 % білоруси, 0,5 % українці, 1,7 % інші                | 98 % поляки, 2 % інші або не вказані                                                                   | 77,8 % українці, 17,3 % росіяни, 0,8 % румуни і молдовани, 0,6 % білоруси, 0,5 % кримські татари, 0,4 % болгари, 0,3 % угорці, 0,3 % поляки, 1,7 % інші                   |
| ВВП (номінальний)            | - ▲ 54,219 млрд $ (2018) (80-те місце) - ▲ 20 355 $ на душу населення (2018) (42-ге місце)             | - ▲ 585,816 млрд $ (2018) (21-ше місце) - ▲ 15 426 $ на душу населення (2018) (56-те місце)            | - ▲ 161,872 млрд $ (2020 кошторис) (56-те місце) - ▲ 3881 $ на душу населення (2020 кошторис) (119-те місце)                                                              |
| Зовнішній борг (номінальний) | 34,48 млрд $ (2016) — 31,6 % ВВП                                                                       | 281,812 млрд $ (2019) — 47,5 % ВВП                                                                     | 47,9 млрд $ (2018) — 46,9 % ВВП |
| ВВП (ПКС)                    | - ▲ 107 млрд $ (2018) (83-тє місце) - ▲ 38 751 $ на душу населення (2018) (38-ме місце)                | - ▲ 1,215 $ трлн (2018) (23-тє місце) - ▲ 32 005 $ на душу населення (2018) (41-ше місце)              | - ▲ 429,947 млрд $ (2018) (48-ме місце) - ▲ 10 310 $на душу населення (2018) (108-ме місце)                                                                               |
| Валюта                       | Євро (€) — EUR                                                                                         | Польський злотий (zł) — PLN                                                                            | Українська гривня (₴) — UAH |
| Індекс людського розвитку    | 0,869 дуже високо 34-те місце - 0,774 дуже високо IHDI 13-те місце                                     | 0,872 дуже високо 34-те місце - 0,801 дуже високо IHDI 27-ме місце                                     | 0,750 високо 88-те місце - 0,701 високо IHDI 54-те місце |

## Громадська думка
Згідно з опитування проведеного 16—25 грудня 2022 року Люблінському трикутнику довіряє 65, 5 % українців.